# Katenacija
Katenacija je formiranje hemijskih veza između atoma. Katenacija se najčešće javlja kod atoma ugljenika, koji formiraju kovalentne veze sa drugim atomima ugljenika. Katenacija je razlog prisustva velikog broj organskih jedinjenja u prirodi. Organska hemija je esencijalno nauka o katenaciji ugljeničnih struktura. Ugljenik svakako nije jedini element koji može da formira hemijska jedinjenja. Znatan broj drugih grupa elemenata ima sposobnost formiranja ekspanzivnog opsega jedinjenja.